# Intel Extreme Masters Season X – San Jose
Die Intel Extreme Masters X – San Jose (kurz IEM San Jose) war eine E-Sport-Turnier, welches vom 21. bis 22. November 2015 in San Jose stattfand.

## CS:GO-Turnier
Sechs der acht Teilnehmer des Turniers wurden eingeladen, die anderen beiden konnten sich über ein im Vorfeld ausgetragenes Turnier qualifizieren.
- Cloud9 (eingeladen)
- Luminosity Gaming (eingeladen)
- Natus Vincere (eingeladen)
- Team SoloMid (eingeladen)
- Virtus.pro (eingeladen)
- G2 Esports (eingeladen)
- Team Liquid (qualifiziert)
- Counter Logic Gaming 1 (qualifiziert)

### Lineups der Teams
| Cloud9                     | Counter Logic Gaming         | G2 Esports               | Luminosity Gaming             |
| -------------------------- | ---------------------------- | ------------------------ | ----------------------------- |
| Sean „seang@res“ Gares     | Steve „reltuC“ Cutler        | Håvard „rain“ Nygaard    | Fernando „fer“ Alvarenga      |
| Jordan „n0thing“ Gilbert   | Tarik „tarik“ Celik          | Ricardo „fox“ Pacheco    | Marcelo „coldzera“ David      |
| Mike „shroud“ Grzesiek     | James „hazed“ Cobb           | Mikail „Maikelele“ Bill  | Lucas „steel“ Lopes           |
| Ryan „fREAKAZOiD“ Abadir   | Pujan „FNS“ Mehta            | Joakim „jkaem“ Myrbostad | Ricardo „boltz“ Prass         |
| Tyler „Skadoodle“ Latham   | Josh „jdm64“ Marzano         | Philip „aizy“ Aistrup    | Gabriel „FalleN“ Toledo       |
| Natus Vincere              | Team Liquid                  | Team SoloMid             | Virtus.pro                    |
| Denis „seized“ Kostin      | Eric „adreN“ Hoag            | Nicolai „dev1ce“ Reedtz  | Paweł „byali“ Bieliński       |
| Ladislav „GuardiaN“ Kovács | Jonathan „EliGE“ Jablonowski | Peter „dupreeh“ Rothmann | Jarosław „pasha“ Jarząbkowski |
| Ioann „Edward“ Sucharjew   | Nicholas „nitr0“ Cannella    | René „cajunb“ Borg       | Filip „Neo“ Kubski            |
| Danylo „Zeus“ Teslenko     | Jacob „FugLy“ Medina         | Andreas „Xyp9x“ Højsleth | Janusz „Snax“ Pogorzelski     |
| Egor „flamie“ Vasilyev     | Spencer „Hiko“ Martin        | Finn „karrigan“ Andersen | Wiktor „TaZ“ Wojtas           |

### Turnierverlauf
|  | Viertelfinale                     | Viertelfinale                     | Viertelfinale | Viertelfinale | Viertelfinale                     |               |              | Halbfinale   | Halbfinale | Halbfinale | Halbfinale | Halbfinale |  |  | Finale | Finale | Finale | Finale | Finale |
|  |                                   |                                   |               |               |                                   |               |              |              |            |            |            |            |  |  |        |        |        |        |        |
|  | Europaische Union                 | G2 Esports                        | 19            | 16            |                                   |               |              |              |            |            |            |            |  |  |        |        |        |        |        |
|  | Vereinigte Staaten                | Counter Logic Gaming              | 17            | 7             |                                   |               |              |              |            |            |            |            |  |  |        |        |        |        |        |
|  | Vereinigte Staaten                | Counter Logic Gaming              | 17            | 7             | Europaische Union                 | G2 Esports    | 16           | 7            | 6          |            |            |            |  |  |        |        |        |        |        |
|  |                                   |                                   |               |               |                                   | G2 Esports    | 16           | 7            | 6          |            |            |            |  |  |        |        |        |        |        |
|  |                                   | Danemark                          | Team SoloMid  | 5             | 16                                | 16            |              |              |            |            |            |            |  |  |        |        |        |        |        |
|  | Danemark                          | Danemark                          | Team SoloMid  | 5             | 16                                | 16            | Team SoloMid | 16           | 14         | 16         |            |            |  |  |        |        |        |        |        |
|  | Danemark                          |                                   |               |               |                                   |               | Team SoloMid | 16           | 14         | 16         |            |            |  |  |        |        |        |        |        |
|  | Vereinigte Staaten                | Cloud9                            | 11            | 16            | 5                                 |               |              |              |            |            |            |            |  |  |        |        |        |        |        |
|  |                                   |                                   |               |               |                                   |               | Danemark     | Team SoloMid | 10         | 8          |            |            |  |  |        |        |        |        |        |
|  |                                   | Gemeinschaft Unabhängiger Staaten | Natus Vincere | 16            | 16                                |               |              |              |            |            |            |            |  |  |        |        |        |        |        |
|  | Gemeinschaft Unabhängiger Staaten | Natus Vincere                     | 16            | 19            |                                   |               |              |              |            |            |            |            |  |  |        |        |        |        |        |
|  | Brasilien                         | Luminosity Gaming                 | 13            | 17            |                                   |               |              |              |            |            |            |            |  |  |        |        |        |        |        |
|  | Brasilien                         | Luminosity Gaming                 | 13            | 17            | Gemeinschaft Unabhängiger Staaten | Natus Vincere | 16           | 16           |            |            |            |            |  |  |        |        |        |        |        |
|  |                                   |                                   |               |               |                                   | Natus Vincere | 16           | 16           |            |            |            |            |  |  |        |        |        |        |        |
|  |                                   | Vereinigte Staaten                | Team Liquid   | 7             | 14                                |               |              |              |            |            |            |            |  |  |        |        |        |        |        |
|  | Polen                             | Vereinigte Staaten                | Team Liquid   | 7             | 14                                | Virtus.pro    | 2            | 9            |            |            |            |            |  |  |        |        |        |        |        |
|  | Polen                             |                                   |               |               |                                   |               | 2            | 9            |            |            |            |            |  |  |        |        |        |        |        |
|  | Vereinigte Staaten                | Team Liquid                       | 16            | 16            |                                   |               |              |              |            |            |            |            |  |  |        |        |        |        |        |

### Preisgeldverteilung
| Platz | Team                                                     | Preisgeld (in US-Dollar) |
| ----- | -------------------------------------------------------- | ------------------------ |
| 1.    | Natus Vincere                                            | $ 56.250                 |
| 2.    | Team SoloMid                                             | $ 22.500                 |
| 3.–4. | G2 Esports Team Liquid                                   | $ 11.250                 |
| 5.–8. | Counter Logic Gaming Cloud9 Luminosity Gaming Virtus.pro | $03.0000                 |

## League of Legends -Turnier
Alle sechs Teilnehmer des Turniers wurden per Zuschauervoting ausgewählt und dementsprechend eingeladen.
- Unicorns of Love (EU LCS)
- Origen (EU LCS)
- Team SoloMid (NA LCS)
- Counter Logic Gaming (NA LCS)
- Jin Air Green Wings (LCK/KR)
- LGD Gaming (LPL/CHN)

### Lineups der Teams
| Counter Logic Gaming                | Jin Air Green Wings         | LGD Gaming                   |
| ----------------------------------- | --------------------------- | ---------------------------- |
| Darshan „Darshan“ Upadhyaha         | Yeo „TrAce“ Chang-dong      | Lee „Flame“ Ho-Jong          |
| Jake „Xmithie“ Puchero              | Lee „Chaser“ Sang-hyun      | Zhu „Quan“ Yong-quan         |
| Choi „HuHi“ Jae-hyun                | Lee „Kuzan“ Seong-hyuk      | Wei „Godv“ Zhen              |
| Trevor „Stixxay“ Hayes              | Na „Pilot“ Woo-hyung        | Gu „Imp“ Seung-bin           |
| Zaqueri „Aphromoo“ Black            | Choi „Chei“ Sun-ho          | Chen „Pyl“ Bo                |
| Origen                              | Team SoloMid                | Unicorns of Love             |
| Paul „sOAZ“ Boyer                   | Kevin „Hauntzer“ Yarnell    | Kiss „Vizicsacsi“ Tamás      |
| Maurice „Amazingx“ Stückenschneider | Dennis „Svenskeren“ Johnsen | Berk „Gilius“ Demir          |
| Tristan „PowerOfEvil“ Schrage       | Søren „Bjergsen“ Bjerg      | Hampus „Fox“ Myhre           |
| Jesper „Zven“ Svenningsen           | Yiliang „Doublelift“ Peng   | Pierre „Steelback“ Medjaldi  |
| Alfonso „Mithy“ Aguirre Rodriguez   | Raymond „kaSing“ Tsang      | Zdravets „Hylissang“ Galabov |

### Turnierverlauf
|  | Viertelfinale       | Viertelfinale        | Viertelfinale |  |  | Halbfinale         | Halbfinale           | Halbfinale |  |                   | Finale             | Finale               | Finale |
|  |                     |                      |               |  |  |                    |                      |            |  |                   |                    |                      |        |
|  |                     |                      |               |  |  | Europaische Union  | Origen               | 2          |  |                   |                    |                      |        |
|  | Vereinigte Staaten  | Team SoloMid         | 2             |  |  | Vereinigte Staaten | Team SoloMid         | 0          |  |                   |                    |                      |        |
|  | China Volksrepublik | LGD Gaming           | 0             |  |  |                    |                      |            |  | Europaische Union | Origen             | 3                    |        |
|  |                     |                      |               |  |  |                    |                      |            |  |                   | Vereinigte Staaten | Counter Logic Gaming | 0      |
|  |                     |                      |               |  |  | Korea Sud          | Jin Air Green Wings  | 0          |  |                   |                    |                      |        |
|  | Deutschland         | Unicorns of Love     | 0             |  |  | Vereinigte Staaten | Counter Logic Gaming | 2          |  |                   |                    |                      |        |
|  | Vereinigte Staaten  | Counter Logic Gaming | 2             |  |  |                    |                      |            |  |                   |                    |                      |        |

### Preisgeldverteilung
| Platz | Team                             | Preisgeld (in US-Dollar) |
| ----- | -------------------------------- | ------------------------ |
| 1.    | Origen                           | $ 25.000                 |
| 2.    | Counter Logic Gaming             | $ 11.000                 |
| 3.–4. | Team SoloMid Jin Air Green Wings | $ 5.000                  |
| 5.–6. | Unicorns of Love LGD Gaming      | $02.000                  |